# 食糜
食糜（英語：chyme，意思為汁液）是一種從胃離開，進入十二指腸的半流體物質，成分為部分消化的食物。
食糜在英文中又稱作，是一種液體狀物質，會在通過幽門進入十二指腸前的胃部發現到。食糜經由機械力和打斷化學鍵結的的作用而形成，成分包含了部分消化的食物、水、鹽酸與各式各樣的消化酶等。食糜經由幽門的括約肌，緩慢通過並進入十二指腸，進行營養物質的萃取。根據攝入食物的質與量，胃將食物消化成食糜的時間，大約為40分鐘到幾個小時。
在pH值為2的情形下，從胃形成的食糜非常酸。為了要將pH值提升，十二指腸會分泌激素與膽囊收縮素，導致膽囊刺激並分泌出鹼性的膽汁到十二指腸中。十二指腸還會分泌促胰液素，刺激胰臟分泌大量的碳酸氫鈉，導致在進入空腸前就能將pH值提升到7。再加上十二指腸的腸壁有保護性的黏液，以及可以利用碳酸氫鈉與膽汁進行中和反應，因此十二指腸是小腸部位當中，對於高酸性食糜不敏感的部位。
在pH值為7時，從胃而來的消化酶不再具有活性。這會導致進入十二指腸的厭氧細菌，會進行這些消化酶的進一步降解。這些細菌還同時合成維生素B與維生素K。(小學P4資料)